# Дачия (футбольный клуб, Кишинёв)
«Да́чия» (рум. Dacia) — молдавский футбольный клуб из города Кишинёва, основан в 1999 году. Домашние матчи проводил на стадионе «Молдова» в селе Спея Новоаненского района. В Национальном дивизионе Молдовы выступал в 2002—2017 годах, в сезоне 2010/11 команда стала чемпионом страны.

## История

### Основание и первые годы
В 1999 в Кишинёве был создан новый футбольный клуб, к формированию которого приступили Марин Левадару, Игорь Урсаки, Валерий Плужник, Александр Шкаруба. В команду были привлечены вратарь Геннадий Гарюк, полевые игроки Александр Голбан, Корнел Попов, Руслан Рашку, Сергей Кощуг, Корнел Гафтон, Вячеслав Титов, Александр Тракалов и другие.
Местом тренировок новой команды была избрана площадка школы футбола в кишинёвском микрорайоне Рышкановка. В сезоне 2000/01 «Дачия» заняла 4-е место в Дивизионе «А», а в сезоне 2001/02 заняла первое место, что позволило команде на следующий год выступать в Национальном Дивизионе.

### 2002—2014
В дебютном матче высшей лиги Молдовы «Дачия» благодаря голу Михаила Яворского обыграла «Нистру» (Атаки) со счётом 1:0. В дебютном сезоне команда заняла 4-е место в чемпионате. В Кубке Интертото 2003 команда «Дачия» прошла два круга, уступив в третьем немецкому клубу «Шальке 04». В сезоне 2003/04 команда заняла пятое место в чемпионате, а уже на следующий год «Дачия» стала бронзовым призёром чемпионата страны и финалистом Кубка Молдовы, в финале которого уступила атакскому «Нистру». В Кубке УЕФА 2005/06 клуб в первом раунде проиграл «Вадуцу» из Лихтенштейна, выступавшему во второй лиге чемпионата Швейцарии. В сезоне 2005/06 «Дачия» заняла шестое место в чемпионате, а в Кубке Молдовы уступила в полуфинале команде всё тому же «Нистру» из Атак. В феврале 2006 года «Дачия» выиграла Кубок Президента Туркмении. В сезоне 2006/07 «Дачия» заняла четвёртое место в чемпионате, получив право играть в Кубке Интертото 2007, где команда снова прошла 2 круга, а в 3-м уступила «Гамбургу». В сезоне 2007/08 команда стала серебряным призёром национального чемпионата. В Кубке УЕФА 2008/09 «Дачия» в первом раунде уступила клубу «Борац». В сезоне 2008/09 кишинёвский клуб стал серебряным призёром национального чемпионата и финалистом Кубка страны. В Лиге Европы 2009/10 «Дачия» уступила во втором квалификационном раунде словацкому клубу «Жилина». В сезоне 2009/10 «Дачия» заняла пятое место в чемпионате и стала финалистом кубка страны. В Лиге Европы 2010/11 команда обыграла в первом квалификационном раунде черногорскую «Зету», а во втором уступила шведскому «Кальмару». В сезоне 2010/11 «Дачия» стала чемпионом Молдовы, прервав многолетнюю гегемонию тираспольского «Шерифа».

### 2015—2017
В апреле 2015 года команду снова возглавил российский тренер Игорь Добровольский, до этого работавший в команде и приводивший «Дачию» к золотым медалями чемпионата. По итогам сезона кишинёвская команда заняла второе место. 24 мая в финальной матче Кубка Молдовы «Дачия» со счётом 2:3 уступила тираспольскому «Шерифу». В первом квалификационном раунде Лиги Европы 2015/16 команда встретилась с македонским клубом «Ренова», игру на выезде «Даки» выиграли со счётом 0:1. В домашнем матче «Дачия» победила со счетом 4:1, во втором квалификационном раунде Лиги Европы 2015/16 команда встречалась со словацкой «Жилиной», домашний матч кишинёвский клуб проиграл со счётом 1:2. После 2 тура национального дивизиона 2015/16 Игорь Добровольский ушел из клуба, а исполняющим обязанности главного тренера был назначен Вячеслав Семёнов. 29 мая в 20:00 на стадионе «Зимбру» впервые в истории Молдовы прошел «Золотой матч», в котором номинальным хозяином был «Шериф», а гостем «Дачия». Причиной данной игры стало одинаково набранное количество очков в турнирной таблице. Итогом встречи стала победа тираспольчан со счётом 1:0, единственный гол забил Горан Галешич. В первом квалификационном раунде Лиги Европы 2016/17 кишиневский клуб встречался с азербайджанской командой «Кяпаз». Игра в гостях закончилась вничью — 0:0. В следующем сезона судьба золотых медалей чемпионата снова решалась в золотом матче, где Даки проиграли в серии пенальти 3:0 и получили серебро.
В январе 2018 года главным тренером вновь стал Игорь Добровольский. В сезоне 2018 года команда отказалась играть в высшей лиге чемпионата. Резервная команда «Дачия-Буюкань» сохранилась и играла в Дивизионе «Б», а в 2020 году дебютировала в высшем дивизионе.

## Результаты выступлений
| Сезон   | Дивизион              | Место в чемпионате | И   | В  | Н  | П  | ГЗ | ГП | О  | Кубок Молдовы |
| ------- | --------------------- | ------------------ | --- | -- | -- | -- | -- | -- | -- | ------------- |
| 2000/01 | Дивизион «A»          | 4                  | 30  | 16 | 8  | 6  | 45 | 20 | 56 |               |
| 2001/02 | Дивизион «A»          | 1                  | 30  | 23 | 6  | 1  | 69 | 13 | 75 | 1/8 финала    |
| 2002/03 | Национальный дивизион | 4                  | 28  | 8  | 8  | 8  | 24 | 28 | 32 | 1/4 финала    |
| 2003/04 | Национальный дивизион | 5                  | 24  | 9  | 8  | 11 | 26 | 28 | 35 | 1/2 финала    |
| 2004/05 | Национальный дивизион | 3                  | 28  | 14 | 3  | 11 | 38 | 31 | 45 | Финалист      |
| 2005/06 | Национальный дивизион | 6                  | 28  | 7  | 9  | 12 | 28 | 39 | 30 | 1/2 финала    |
| 2006/07 | Национальный дивизион | 4                  | 36  | 13 | 16 | 7  | 36 | 30 | 55 | 1/4 финала    |
| 2007/08 | Национальный дивизион | 2                  | 30  | 19 | 5  | 6  | 60 | 28 | 62 | 1/4 финала    |
| 2008/09 | Национальный дивизион | 2                  | 30  | 20 | 3  | 7  | 47 | 17 | 63 | Финалист      |
| 2009/10 | Национальный дивизион | 5                  | 33  | 16 | 10 | 7  | 54 | 30 | 58 | Финалист      |
| 2010/11 | Национальный дивизион | 1                  | 39  | 27 | 11 | 1  | 66 | 16 | 92 | 1/2 финала    |
| 2011/12 | Национальный дивизион | 2                  | 33  | 24 | 5  | 4  | 63 | 17 | 77 | 1/2 финала    |
| 2012/13 | Национальный дивизион | 2                  | 33  | 18 | 12 | 3  | 47 | 19 | 66 | 1/4 финала    |
| 2013/14 | Национальный дивизион | 5                  | 33  | 18 | 7  | 8  | 68 | 29 | 61 | 1/2 финала    |
| 2014/15 | Национальный дивизион | 2                  | 24  | 17 | 4  | 3  | 48 | 13 | 55 | Финалист      |
| 2015/16 | Национальный дивизион | 2                  | 27  | 20 | 5  | 2  | 44 | 12 | 65 | 1/2 финала    |
| 2016/17 | Национальный дивизион | 2                  | 30* | 22 | 3  | 5  | 54 | 15 | 69 | 1/4 финала    |
| 2017    | Национальный дивизион | 4                  | 18* | 7  | 5  | 6  | 23 | 26 | 26 | 1/4 финала**  |

* Без учёта золотого матча: в сезоне 2015/2016 — 0:1, в сезоне 2016/17 — 1:1 (пен. 0:3), оба раза — с «Шерифом».
** Техническое поражение в четвертьфинале Кубка Молдовы 2017/18.

## Матчи еврокубков
| Кубок Интертото | Кубок Интертото | Кубок Интертото | Кубок Интертото | Кубок Интертото | Кубок Интертото |
| Сезон           | Раунд           | Соперник        | Дома            | В гостях        | Общий           |
| --------------- | --------------- | --------------- | --------------- | --------------- | --------------- |
| 2003            | 1               | Гота            | 1-0             | 4-1             | 5-1             |
| 2003            | 2               | Партизани       | 2-0             | 3-0             | 5-0             |
| 2003            | 3               | Шальке 04       | 1-2             | 0-1             | 1-3             |
| 2007            | 1               | Баку            | 1-1             | 1-1             | 2-2 (п.3-1)     |
| 2007            | 2               | Санкт-Галлен    | 0-1             | 1-0             | 1-1 (п.3-0)     |
| 2007            | 3               | Гамбург         | 1-1             | 0-4             | 1-5             |

| Лига Европы | Лига Европы | Лига Европы         | Лига Европы | Лига Европы | Лига Европы |
| Сезон       | Раунд       | Соперник            | Дома        | В гостях    | Общий       |
| ----------- | ----------- | ------------------- | ----------- | ----------- | ----------- |
| 2005/06     | 1           | Вадуц               | 0-2         | 1-0         | 1-2         |
| 2008/09     | 1           | Борац               | 1-1         | 1-3         | 2-4         |
| 2009/10     | 2           | Жилина              | 0-2         | 0-1         | 0-3         |
| 2010/11     | 1           | Зета                | 0-0         | 1-1         | 1-1 (гв)    |
| 2010/11     | 2           | Кальмар             | 0-2         | 0-0         | 0-2         |
| 2012/13     | 1           | Целе                | 1-0         | 1-0         | 2-0         |
| 2012/13     | 2           | Эльфсборг           | 1-0         | 0-2         | 1-2         |
| 2013/14     | 1           | Теута               | 2-0         | 1-3         | 3-3 (гв)    |
| 2013/14     | 2           | Черноморец (Одесса) | 2-1         | 0-2         | 2-3         |
| 2015/16     | 1           | Ренова              | 4-1         | 1-0         | 5-1         |
| 2015/16     | 2           | Жилина              | 1-2         | 2-4         | 3-6         |
| 2016/17     | 1           | Кяпаз               | 0-1         | 0-0         | 0-1         |

| Лига чемпионов | Лига чемпионов | Лига чемпионов | Лига чемпионов | Лига чемпионов | Лига чемпионов |
| Сезон          | Раунд          | Соперник       | Дома           | В гостях       | Общий          |
| -------------- | -------------- | -------------- | -------------- | -------------- | -------------- |
| 2011/12        | 2              | Зестафони      | 2-0            | 0-3            | 2-3            |

## Достижения
- Чемпион Молдовы (1): 2010/11
- Серебряный призёр чемпионата Молдовы (7): 2007/08, 2008/09, 2011/12, 2012/13, 2014/15, 2015/16, 2016/17
- Бронзовый призёр чемпионата Молдовы (1): 2004/05
- Финалист Кубка Молдовы (4): 2004/05, 2008/09, 2009/10, 2014/15
- Обладатель Суперкубка Молдовы (1): 2011
- Победитель Первой лиги Молдовы (1): 2001/02
- Обладатель Кубка Президента Туркменистана (1): 2006

## Главные тренеры
| Тренер                   | Гражданство | Начало         | Конец          |
| ------------------------ | ----------- | -------------- | -------------- |
| Игорь Урсаки             | Молдова     | 1999           | 2004           |
| Эмилиан Карас            | Молдова     | 2004           | 2008           |
| Роман Пилипчук           | Украина     | 2009           | 2009           |
| Сергей Ботнараш (и. о.)  | Молдова     | 2009           | 2009           |
| Вячеслав Семёнов         | Молдова     | 2009           | 2010           |
| Игорь Добровольский      | Россия      | 2010           | 2013           |
| Игорь Негреску           | Молдова     | 2013           | 2014           |
| Деян Вукичевич           | Черногория  | 2014           | 2014           |
| Вячеслав Семёнов (и. о.) | Молдова     | 2014           | 2014           |
| Олег Кубарев             | Беларусь    | 2015           | 2015           |
| Вячеслав Семёнов (и. о.) | Молдова     | 2015           | 2015           |
| Игорь Добровольский      | Россия      | апрель 2015    | 4 августа 2015 |
| Вячеслав Семёнов (и. о.) | Молдова     | 4 августа 2015 | 2015           |
| Олег Беженарь            | Молдова     | 2015           | 2016           |
| Игорь Клёсов             | Латвия      | 2016           | 2017           |
| Виорел Фрунзе            | Молдова     | 2017           | 2017           |
| Игорь Добровольский      | Россия      | 2018           | 2018           |